# Катаяма, Укио
Уки́о Катая́ма (яп. 片山 右京 Катаяма Укё:, 29 мая 1963, Токио) — японский автогонщик, участник чемпионатов Мира по автогонкам в классе Формула-1. Чемпион японской Формулы-3000 1991 года. Известен тем, что из-за маленького роста не мог устроиться в кокпите машины команды Tyrrell, но был принят из-за высокой скорости на трассе.
Перенёс тяжёлое раковое заболевание[какое?], в настоящее время[какое?] работает комментатором на одном из японских телеканалов, активно занимается благотворительной деятельностью.

## Биография
Родился в Токио, в 1986 году начал заниматься автогонками во Франции. В конце 80-х годов вернулся в Японию, где в 1991 году выиграл чемпионат Японии Формулы-3000. Трижды стартовал в гонке «24 часа Ле-Мана» в 1988-1992 годах, ни разу не добрался до финиша.
В 1992 году дебютировал в Формуле-1 благодаря спонсорской помощи японского концерна Japan Tobacco. Не заработал ни одного очка, а в одной гонке не прошёл предквалификацию. В следующем году перешёл в Tyrrell, где выступал до 1996 года. Лучшим сезоном для Катаямы стал сезон 1994 года, когда он трижды финишировал в очках и занял 17-е место в чемпионате. На Гран-при Португалии 1995 года получил травму в аварии на старте и пропустил следующий этап. После сезона 1997 года, проведенного в Minardi, покинул чемпионат.
В дальнейшем выступал в японском чемпионате Гран-Туризмо, вновь стартовал в «24 часах Ле-Мана», где в 1999 году занял второе место, выступая за заводскую команду Тойота.
Известен своей любовью к альпинизму, неоднократно совершал восхождения на высочайшие горы мира. В 2001 году покорил восьмитысячник Чо-Ойю.
В декабре 2009 года Катаяма в качестве тренировки перед покорением Южного полюса проводил восхождение на гору Фудзияма. На склоне горы его с двумя товарищами застиг сильный ветер. Порывом ветра группу сорвало со склона. Оба спутника гонщика погибли. Сам Катаяма не пострадал и был эвакуирован спасателями.
В 2010 году он стал тренером-препараторе и велогонщиком японской велокоманды Utsunomiya Blitzen. Добавил в свой список ещё одну гору в массиве Винсон, поднявшись на гору Винсон.
В 2011 году, всё ещё будучи велогонщиком, организовал операцию по оказанию помощи своим соотечественникам, пострадавшим от землетрясения 11 марта.
В 2012 году основал континентальную велокоманду Team Ukyo, став её генеральным менеджером и спортивным директором.

## Результаты гонок в Формуле-1
| Легенда к таблице |                                                                    |
| --- | ------------------------------------------------------------------ |
| В таблице перечислены результаты всех Гран-при Формулы-1, в которых принимал участие гонщик. Строками таблицы являются сезоны, столбцами — этапы чемпионата мира. В каждой клетке указаны сокращённое название этапа и результат, дополнительно обозначенный цветом. Расшифровка обозначений и цветов представлена в нижеследующей таблице. |                                                                    |
| \| Пример \| Описание \| \| ------------ \| ------------------------------------------------------------------ \| \| 1 \| Победитель \| \| 2 \| Второе место \| \| 3 \| Третье место \| \| 5 \| Финишировал, заработав очки \| \| Сход \| Не финишировал, но при этом заработал очки \| \| 12 \| Финишировал, не получив очков \| \| НКЛ \| Финишировал, но не попал в финальную классификацию \| \| 15 \| Участвовал вне зачёта, либо по отдельной классификации \| \| 18 \| Не финишировал, но попал в финальную классификацию \| \| Сход \| Не финишировал \| \| НКВ \| Не прошёл квалификацию \| \| НПКВ \| Не прошёл предквалификацию \| \| ДСК \| Дисквалифицирован \| \| ИСК \| Исключён из протокола соревнований \| \| ТТ \| Заявлен для участия только в тренировках \| \| НС \| Участвовал в квалификации, но не стартовал в гонке \| \| Т \| Травмирован или болен \| \| ОТК \| Отказ от участия \| \| НТР \| Прибыл на соревнования, но на трассу не выезжал \| \| НПР \| Был заявлен в числе участников, но не прибыл к началу соревнований \| \| О \| Соревнования отменены \| \| \| Не участвовал \| \| Поул-позиция \| \| \| Быстрый круг \| \| |                                                                    |
| Пример | Описание                                                           |
| 1 | Победитель                                                         |
| 2 | Второе место                                                       |
| 3 | Третье место                                                       |
| 5 | Финишировал, заработав очки                                        |
| Сход | Не финишировал, но при этом заработал очки                         |
| 12 | Финишировал, не получив очков                                      |
| НКЛ | Финишировал, но не попал в финальную классификацию                 |
| 15 | Участвовал вне зачёта, либо по отдельной классификации             |
| 18 | Не финишировал, но попал в финальную классификацию                 |
| Сход | Не финишировал                                                     |
| НКВ | Не прошёл квалификацию                                             |
| НПКВ | Не прошёл предквалификацию                                         |
| ДСК | Дисквалифицирован                                                  |
| ИСК | Исключён из протокола соревнований                                 |
| ТТ | Заявлен для участия только в тренировках                           |
| НС | Участвовал в квалификации, но не стартовал в гонке                 |
| Т | Травмирован или болен                                              |
| ОТК | Отказ от участия                                                   |
| НТР | Прибыл на соревнования, но на трассу не выезжал                    |
| НПР | Был заявлен в числе участников, но не прибыл к началу соревнований |
| О | Соревнования отменены                                              |
| | Не участвовал                                                      |
| Поул-позиция |                                                                    |
| Быстрый круг |                                                                    |

| Сезон | Команда   | Шасси          | Двигатель   | Ш | 1        | 2        | 3        | 4        | 5        | 6        | 7        | 8        | 9        | 10       | 11       | 12       | 13       | 14       | 15       | 16       | 17       | Место | Очки |
| ----- | --------- | -------------- | ----------- | - | -------- | -------- | -------- | -------- | -------- | -------- | -------- | -------- | -------- | -------- | -------- | -------- | -------- | -------- | -------- | -------- | -------- | ----- | ---- |
| 1992  | Larrousse | Larrousse LC92 | Lamborghini | G | ЮАР 12   | МЕК 12   | БРА 9    | ИСП НКЛ  | САН Сход | МОН НПКВ | КАН Сход | ФРА Сход | ВЕЛ Сход | ГЕР Сход | ВЕН Сход | БЕЛ 17   | ИТА 9    | ПОР Сход | ЯПО 11   | АВС Сход |          | -     | 0    |
| 1993  | Tyrrell   | Tyrrell 20C    | Yamaha      | G | ЮАР Сход | БРА Сход | ЕВР Сход | САН Сход | ИСП Сход | МОН Сход | КАН 17   | ФРА Сход | ВЕЛ 13   |          |          |          |          |          |          |          |          | -     | 0    |
| 1993  | Tyrrell   | Tyrrell 021    | Yamaha      | G |          |          |          |          |          |          |          |          |          | ГЕР Сход | ВЕН 10   | БЕЛ 15   | ИТА 14   | ПОР Сход | ЯПО Сход | АВС Сход |          | -     | 0    |
| 1994  | Tyrrell   | Tyrrell 022    | Yamaha      | G | БРА 5    | ТИХ Сход | САН 5    | МОН Сход | ИСП Сход | КАН Сход | ФРА Сход | ВЕЛ 6    | ГЕР Сход | ВЕН Сход | БЕЛ Сход | ИТА Сход | ПОР Сход | ЕВР 7    | ЯПО Сход | АВС Сход |          | 17    | 5    |
| 1995  | Tyrrell   | Tyrrell 023    | Yamaha      | G | БРА Сход | АРГ 8    | САН Сход | ИСП Сход | МОН Сход | КАН Сход | ФРА Сход | ВЕЛ Сход | ГЕР 7    | ВЕН Сход | БЕЛ Сход | ИТА 10   | ПОР Сход | ЕВР Т    | ТИХ 14   | ЯПО Сход | АВС Сход | -     | 0    |
| 1996  | Tyrrell   | Tyrrell 024    | Yamaha      | G | АВС 11   | БРА 9    | АРГ Сход | ЕВР ДСК  | САН Сход | МОН Сход | ИСП Сход | КАН Сход | ФРА Сход | ВЕЛ Сход | ГЕР Сход | ВЕН 7    | БЕЛ 8    | ИТА 10   | ПОР 12   | ЯПО Сход |          | -     | 0    |
| 1997  | Minardi   | Minardi M197   | Hart        | B | АВС Сход | БРА 18   | АРГ Сход | САН 11   | МОН 10   | ИСП Сход | КАН Сход | ФРА 11   | ВЕЛ Сход | ГЕР Сход | ВЕН 10   | БЕЛ 14   | ИТА Сход | АВТ 11   | ЛЮК Сход | ЯПО Сход | ЕВР 17   | -     | 0    |